# Elisabeth Luisa von Portugal

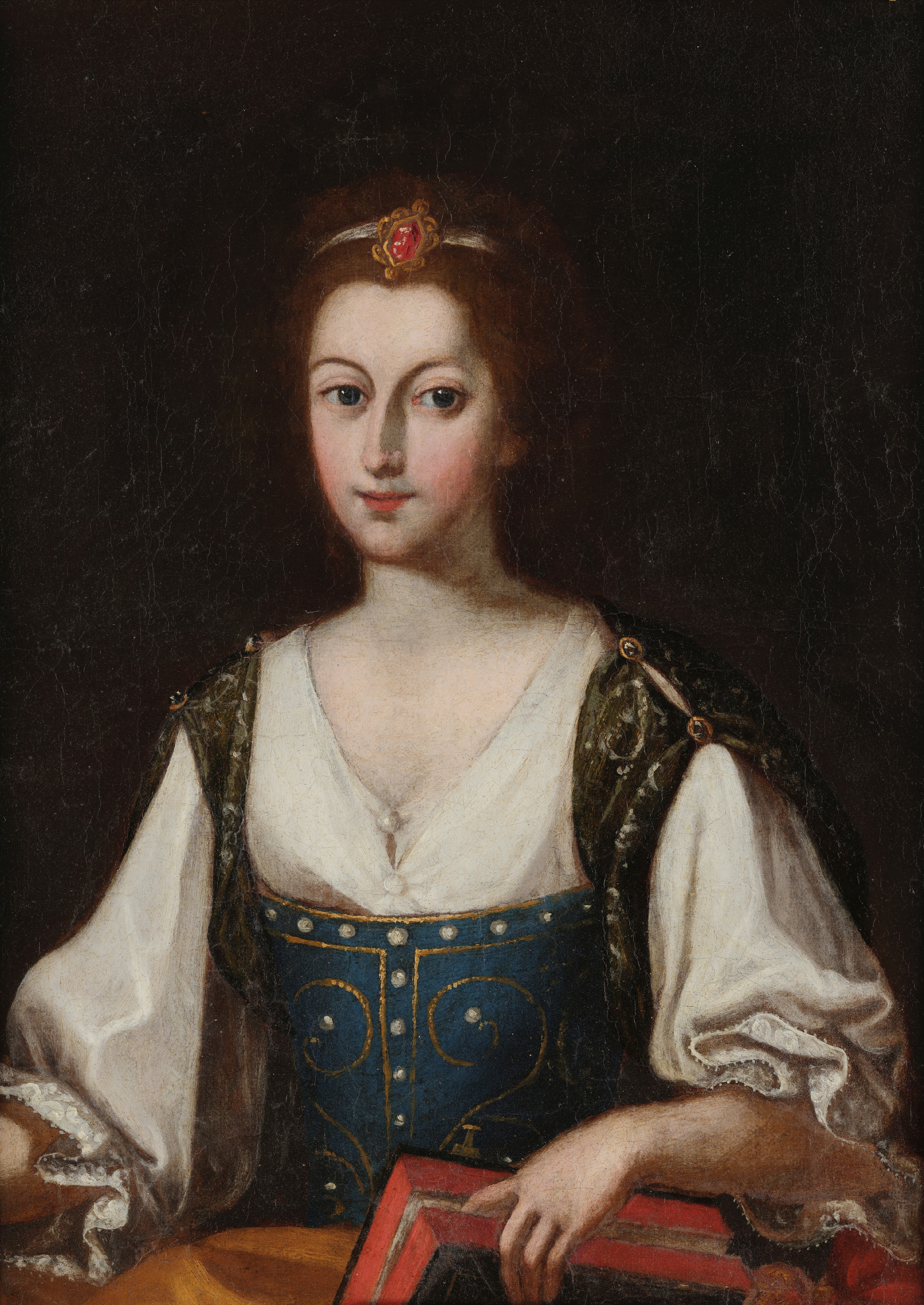
Elisabeth Luisa Braganza von Portugal

Elisabeth Luisa von Portugal (portugiesisch: Isabel Luisa; auch: Isabel Luisa Josepha von Portugal; * 6. Januar 1669 im Ribeira-Palast in Lissabon; † 21. Oktober 1690 im Palácio de Palhavã ebenda) war die Tochter des Peter II. von Portugal und seiner ersten Ehefrau Maria Francisca von Savoyen und portugiesische Infantin. Sie trug den Namen einer Prinzessin von Beira.

## Familienhintergrund
Die portugiesische Adelsfamilie Braganza (in portugiesischer Schreibweise Bragança) geht zurück auf Alfons († 1461), einen nichtehelichen Sohn König Johanns I. von Portugal, welcher von seinem Vater zum Herzog von Braganza ernannt wurde. Durch Verehelichung gelang es der Familie Braganza große Ländereien in Portugal zu erhalten und so zu einer der mächtigsten Adelsdynastien in Portugal aufzusteigen. Als es 1640 zu gewaltsamen Aufständen in Portugal gegen die dort herrschenden Spanischen Habsburger kam, nutzten die Braganzas die Situation aus, um sich an die Spitze der Aufstände zu stellen. Nach Vertreibung der spanischen Statthalterin in Lissabon, der Herzogin von Mantua, wurde schließlich die Unabhängigkeit Portugals mit Johann IV. aus dem Hause Braganza als neuen König proklamiert. Johann IV. konnte seine Herrschaft schnell gegen die Spanier konsolidieren. Seinem Nachfolger Alfons VI. gelang es durch seine Siege im Restaurationskrieg, spanische Ansprüche auf Portugal endgültig abzuwehren.

## Leben
Elisabeth Luisa von Portugal wurde als Tochter von Peter II. von Portugal und seiner ersten Ehefrau Maria Francisca von Savoyen im Ribeira-Palast in Lissabon geboren. Über ihre Mutter war sie Nachfahrin des französischen Königs Heinrich IV. Über ihren Vater war sie die Nichte von Katharina von Braganza, der ungekrönten Ehefrau des Königs von England, Schottland und Irland. Als einziges überlebendes Kind der Ehe ihrer Eltern war sie zwischen 1669 und 1689 mutmaßliche Thronfolgerin Portugals. Erst mit der Geburt ihres jüngeren Bruders Johann, aus Peters zweiter Ehe mit der Kurprinzessin Marie Sophie von der Pfalz, wurde sie 1689 als designierte Königin abgelöst. Aus machtpolitischen Gründen war König Peter bestrebt, seine Tochter mit einem bedeutenden europäischen Fürstenhaus zu verehelichen. Die Suche nach einem geeigneten Kandidaten erwies sich jedoch als sehr schwierig. Verschiedene Heiratsersuche, darunter bei Viktor Amadeus II. von Savoyen, dem französischen Grand Dauphin, Gian Gastone de’ Medici (zukünftiger Großherzog der Toskana), Karl II. von Spanien, dem Herzog von Parma sowie einem Pfalzgrafen von Neuburg waren nicht erfolgreich. In der Geschichtsschreibung erhielt sie daher den Spottnamen A Sempre Noiva (die immer Verlobte oder die ewige Braut). Elisabeth Luisa verstarb schließlich mit 21 Jahren im Lissabonner Palhavã-Palast an den Pocken. Sie wurde im Kloster São Vicente de Fora in Lissabon beigesetzt.

## Darstellung im Film
In der franko-kanadischen Fernsehserie Versailles wurde sie von der portugiesischen Schauspielerin Benedita Pereira gemimt.